# Cuphead
Cuphead (subtitulado "Don't deal with The Devil" que traducido significa "No hagas tratos con el diablo") es un videojuego perteneciente al género de corre y dispara, publicado por la empresa canadiense StudioMDHR. Fue lanzado al mercado el 29 de septiembre de 2017 para Microsoft Windows, Xbox One y Steam, en 2018 para macOS, en 2019 para Nintendo Switch y en 2020 para PlayStation 4. Y también teniendo una serie publicada en 2022 en Netflix.
El videojuego se caracteriza por su estilo gráfico visual, inspirado en los dibujos de la era dorada de la animación estadounidense, basándose en las caricaturas de Walt Disney Animation Studios y Fleischer Studios en los años 20 y 30, buscando emular sus cualidades subversivas y surrealistas.
Las animaciones en el juego se crearon con las mismas técnicas de animación de la época, utilizando el rotoscopio.
La historia trata acerca de dos hermanos, los protagonistas Cuphead y Mugman, que deben derrotar a varios enemigos y jefes para poder saldar una deuda que tenían pendiente con el diablo.
Cuphead fue todo un éxito comercial y de la crítica, muy elogiado por su llamativo estilo visual y desafiante dificultad, vendiendo alrededor de dos millones de copias para finales del 2017.
Además, es importante destacar que Cuphead tiene un DLC del juego que se estrenó el 30 de junio de 2022 llamado ("The Delicious Last Course," que traducido significa "El delicioso último plato") que expande la experiencia de juego con nuevos niveles, jefes y desafíos para los fanáticos de esta aclamada obra. La estética de Cuphead rinde homenaje a las caricaturas clásicas de los años 1920s, 1930s, 1940s y 1950s de Disney, Fleischer Studios y Warner Bros., así como las de autores como Tex Avery, Max Fleischer y Walter Lantz; y de algunos más modernos como Brad Bird y Pendleton Ward. También toma inspiración en videojuegos famosos de los años 80s y 90s.

## Argumento y Jugabilidad
Cuphead y Mugman son dos hermanos que viven con el anciano Tetera. Un día, entraron al casino del Diablo. Tenían una racha perfecta, y el Diablo les dijo que si ganan una última ronda se convertirán en dueños del casino pero de lo contrario se adueñaría de sus almas. Cuphead, cegado por la ambición, aceptó y perdió. Los hermanos le suplicaron al Diablo no castigarlos y éste les propuso que si derrotaban a sus deudores y recolectaban sus contratos los perdonaría. Por lo que los héroes se lanzaron a la aventura, para recuperar los contratos de los deudores del diablo, que estaban distribuidos en cuatro islas diferentes:

### Isla tintero uno
Es la primera isla del juego desde que sales de la casa del anciano Tetera, el abuelo de Cuphead y Mugman; cuyo paisaje principal es un colorido bosque. Esta isla está habitada por los siguientes jefes:
- La Banda de raíz es un trío de tres vegetales, inspirados en Los Tres Chiflados, que se presentan en el nivel "Pánico Botánico". Banda conformada por:
  - Pepe Pápez es una papa que ataca con pelotas de tierra y gusanos, quien claramente representa a Moe Howard.
  - Bruno Bulbo una inocente y tímida cebolla, quien se estresa si la atacas, se pone a llorar y sus lágrimas infligen mucho daño. Es una evidente referencia a Curly Howard.
  - Acenorio Chantenay, una zanahoria con ojos saltones y poderes psíquicos que dispara proyectiles desde un tercer ojo. Representa a Larry Fine.

- Gel La Tinoso: vagamente basado en "Limo" de la saga Dragon Quest, es el jefe del nivel "Treta en El Légamo". Es muy narcisista, pasando por tres etapas, desde su etapa infantil hasta atacarte con su propia lápida.

- Ribidí y Croas: Son 2 hermanos sapos bastante malhumorados, ligeramente basados en Ryu y Ken de la saga Street Fighter, y se los puede encontrar en el nivel "Calamidad Conjunta". En su primera fase atacan con proyectiles similares a un Hadōken, para luego transformarse en un ventilador y finalmente en una máquina tragamonedas.

- Hilda Berg: Es la jefa del nivel "Dirigible Temible", y es inspirada en Betty Boop. En su nivel ella sufre de varias transformaciones que recuerdan a los signos del zodíaco, para finalmente transformarse en una versión temible de la luna, parecida a Cruella de Vil.

- Flor Ypondio: Es un clavel gigante, jefe del nivel "Furia Floral". Su apariencia es una combinación de la caricatura de Silly Symphonies, "Árboles y flores" y el largometraje "La tiendita de los horrores". La música del nivel es muy recordada puesto que no es un tema basado en música de los 20 y 30 sino una samba.

En esta isla existen dos niveles formato run and gun en los cuales se sigue el formato de juegos clásicos como Contra, los cuales son:
- Foresta Funesta: En este nivel, que aparente está inspirado en el cortometraje Feline Follies de 1919, en el que debutó el gato Félix, es la entrada a un bosque en el que protagonista tendrá que esquivar a diferentes plantas, algunas de ellas inspiradas en la saga Super Mario Bros.

- Árboles Alocados: Este nivel, inspirado en caricaturas de Walter Lantz como el Pájaro Loco, se encuentra en la copa de varios árboles boscosos. Al final de este nivel se encuentra una libélula gigante que actúa como minijefe.

### Isla Tintero Dos
Una vez que atraviesas la primera isla, Anciano Tetera te da la ubicación del Rey Dado, subjefe final del dado, pero primero tienes que atravesar dos islas. La Isla Tintero 2 simula un gran parque de diversiones con montañas en la parte posterior, los jefes que habitan este lugar son:
- Baronesa Von Bombón: Es la Jefa del nivel "Oscilación Golosínica". Está inspirada en el cortometraje de Disney "El carnaval de las galletas", y también pronuncia la icónica frase de María Antonieta de Austria: "Si tienen hambre, pues que coman pasteles".

- Beppi el payaso: Es un payaso malvado, jefe del nivel "Karnaval Konfuso". Está basado en el personaje de Koko el payaso, con ciertas escenas de globos con sonrisas malvadas que recuerdan mucho a Pennywise.

- Eugenio El Grande: Es un genio vagamente inspirado en el recordado personaje similar de la película Aladdín, quien es jefe del nivel "Peligro Piramidal". Por su naturaleza realiza varias transformaciones, primeramente en su versión más normal aparece montado sobre una alfombra mágica, después se transforma en varios pilares de tipo otomano con su rostro, luego aparece en un sarcófago, luego lee tu mente para sacar una marioneta gigante, para finalmente aparecer en su forma gigante.

- Fósforo Funesto: Es un dragón alado gigante, inspirado en el Dragón-Mecha de Mega Man 2. Es el jefe del nivel "Jolgorio Fogoso".

- Pico Trinos: Es un ave gigante encerrada en una reloj de cuco colosal, de la cual sobresalen su cabeza, cola y extremidades; siendo el jefe del nivel "Acción Aviaria". Está inspirado en el Pájaro Loco y en el cortometraje animado Popeye el Marino conoce a Sindbad el Marino de 1936; y su hijo, que aparece cuando su padre ha sido derrotado, se asemeja a Knothead, de la misma serie de Walter Lantz.

Siguiendo con la estética de parque de diversiones, los niveles run and gun, de esta isla son:
- Fiebre Ferial: Es un pequeño circo cuyos personajes y música están inspirados en el reconocido videojuego Super Mario World. Al final del nivel, después de pasar una rueda moscovita, se encuentra un perrito caliente antropomórfico que está inspirado en el cortometraje animado The Karnival Kid de 1929, quien ataca lanzando condimentos.

- Atracciones Aterradoras: Es una feria de vehículos basado en el cortometraje animado Susie The Little Blue Coup de 1952; cuyo minijefe es una pared con dos bocas humanas.

### Isla tintero tres
Continuando el camino de Cuphead y Mugman, la tercera isla es una gran ciudad, con un ambiente tenso y contaminado, la cual tiene un puerto, una estación de tren, una zona urbana, un desguazadero de vehículos en la parte posterior de la isla, y la entrada al palacio del Diablo en el fondo. Los jefes que la habitan:
- Reina Néctar: Es una abeja reina antropomórfica gigante, que es la propietaria de lo que parece ser una colmena que representa a un edificio burocrático. Es la jefa del nivel "Heraldo del Panal". Está ligeramente inspirada en la mascota del cereal con sabor a miel Cheerios. Ataca con ataques mecánicos como sierras, y un proyectil que escupe de su cabeza la cual se puede salir de su cuerpo. Al inicio del nivel aparece una abeja policía que aparente trabaja para la Reina.

- Capitán Barbasalada: Es un pirata inspirado en Bluto, y jefe del nivel "Disparar y Saquear". Ataca con armas distintivas de piratas tales como espadas, barriles y finalmente su barco cobra vida y es quien resulta ser el enemigo verdadero.

- Ratten Rattibronnen: Es una rata gigante alemán, veterano de la Segunda Guerra Mundial que viene acompañado de un gato mecánico, en una clara referencia a Tom y Jerry. Es el jefe del nivel "Cuerpo de Roedores".

- Cala María: Es una sirena gigante, ligeramente inspirada en Ariel, y en Medusa de la mitología griega. Jefa del nivel "Jugarretas Marítimas" ataca con varios peces, anguilas hasta que finalmente su cabeza sale de su cuerpo atacando con rayos que convierten al protagonista en piedra.

- Tere Teatrera: Es una artista escénica de contextura delgada, que recuerda a Olivia Olivo, siendo la jefa del nivel "Obra intensita". Ataca en tres actos los cuales demuestran su obra teatral, que versa en la vida de una mujer que se casa y tiene hijos, por lo que los actos varían desde la boda en una iglesia, una maternidad con bebes que lanzan biberones, una representación de una deidad climática cuyos poderes son manejados tras bastidores, y finalmente una versión angelical de ella misma con sus hijos, su esposo y el sacerdote que los casó de fondo.

- El Robot del Dr. Khal: Es un científico loco que lidera el nivel "Fiesta en el desguace". Este ataca principalmente dentro de una máquina inspirada claramente en el colosal robot de la película El gigante de hierro, el cual al colapsar da paso al villano, el cual está claramente basado en El Doctor Loco, un cortometraje de 1933.

- Expreso Fantasma: Es una simbiosis entre un fantasma descomunal y un tren, el cual se encuentra en el nivel "Furia en las vías". Está vagamente inspirado en el cortometraje surrealista de Fleischer Studios de 1930 "Swing You Sinners!", y en Stinky, uno de los tíos de Gasparín, el Fantasma Amigable. Al final tienes que derrotar a su corazón que se encuentra en el motor del vagón principal del tren.

En esta gran ciudad, existen 2 niveles run and gun, que son:
- Muelles Peligrosos es un muelle de pescadores donde habitan criaturas marinas y semiacuáticas, inspirados levemente en el cortometraje animado Small Fry de 1939.

- Cordillera Complicada es un risco con leves referencias a la saga Mega Man. Al final del nivel aparece de minijefe un cíclope muy similar al de la película de 1958 Simbad y la princesa.

### Infierno Tintero
Es el lúgubre hogar del Diablo donde tiene su residencia, la cual se encuentra detrás de su casino, lugar donde únicamente habitan:
- El Rey Dado: Es el anfitrión del "Palacio de los Dados", jefe del nivel "Apuestas Cerradas" y el subjefe de todo el videojuego. El Rey Dado cuya inspiración está levemente tomada del recordado músico de jazz estadounidense Cab Calloway, enfrenta a nuestros protagonistas en una ruleta, donde hay varios números que recuerdan al juego de la oca, ya que al final existe una casilla de "vuelve al inicio". Cada número contiene un desafío para nuestro protagonista, contra los secuaces del Rey Dado, que están inspirados en elementos propios de un casino, los cuales son:

- - En la casilla 1 se encuentra Achispados, compuesta por una botella de Whisky, una copa de martini y un vaso de Ron.
  - En la casilla 2 se encuentra Ficha Farolez, un mazo apilado de fichas de póquer.
  - En la casilla 3 se encuentra El señor Jadeos, un cigarrillo antropomórfico.
  - En la casilla 4 se encuentra Punto y Lunar, una ficha de dominó con dos caras, Pip arriba y Dot abajo; los cuales simulan un mal matrimonio.
  - En la casilla 5 se encuentra Saltabracadabra, un conejo blanco de ojos amarillos con iris azul claro, viste un esmoquin azul con camisa blanca y un gran corbatín rojo, usa guantes blancos. Sus piernas no se logran ver ya que está dentro de un sombrero de copa negro. Está evidentemente inspirado en el clásico truco de magia del conejo y el sombrero.
  - En la casilla 6 se encuentra Pista Chunga, un fantasma del esqueleto de un caballo antropomórfico, cuyo escenario simula a un hipódromo.
  - En la casilla 7 se encuentra Pirruletta una rueda de ruleta femenina modelada tras una bailarina, que ataca danzando y lanzando sus bolas de ruleta al aire.
  - En la casilla 8 se encuentra Bolocho una bola 8 de billar flotante, que ataca con sus secuaces que son 3 tizas para tacos del mismo deporte.
  - En la casilla 9 se encuentra El señor Carrillón un juguete de tipo mono platillero, sostenido por un gancho; cuyo escenario es el juego Memoria.

Finalmente cuando llegas al final de la ruleta te enfrentarás al Rey Dado, quien te atacará con sus manos, de las que salen soldados naipes antropomórficos similares a los de la Reina de Corazones, de la película de Disney Alicia en el país de las maravillas.
- El Diablo, jefe final del videojuego, quien les pide los contratos de alma. Al dárselos, ambos hermanos serán convertidos en demonios. Al negarse, es el mismo Diablo el que reta a los personajes a otro duelo. Está inspirado en el Diablo de Hell's Bells un clásico cortometraje de Disney de 1929, aunque sus transformaciones representan varias versiones de Satanás tanto en las religiones abrahámicas, el Shenismo y el Hinduismo.

Al derrotarlo, Cuphead y Mugman queman todos los contratos de almas y todos los habitantes de las islas quedan libres de las garras del malvado diablo.

## Contenido descargable
En el E3 de 2018 se anunció que el juego contará con un DLC llamado The Delicious Last Course, que incluirá a la señorita Cáliz como nuevo personaje, nuevas armas, poderes y una nueva localización, además de nuevos jefes. Esta expansión de contenidos fue puesta a la venta el 30 de junio de 2022.

### Isla Tintero cuatro (DLC)
El Delicioso Viaje Final ('"Delicious Last Course" por sus siglas en inglés) es la cuarta isla del juego, a la que accedes por un llamado de la Señorita Cáliz, la cual está dentro del plano astral, y pide ayuda a Cuphead y a Mugman, quienes finalmente llegan a la isla. Después de demostrarle una galleta astral creada por el Chef Saleroso, esta pide ayuda a los héroes para recolectar varios ingredientes alrededor de la isla, custodiados por varios enemigos, y así crear una fantastitarta y regresar a Ms. Chalice del plano astral. Es de indicar que en esta isla no hay niveles run and gun. Los jefes que habitan esta isla son:
- Las Alimañas del Alambique, son una pandillas de bichos y animales, generalmente considerados como plaga que van desde una araña, una mosca, hormigas, una oruga, una luciérnaga, un oso hormiguero, y finalmente un caracol, quien es el líder, cuyos diseños fueron reciclados de losno utilizados en el juego original. Son habitantes de una destilería abandonada y los jefes del nivel "Cubil del Contrabando" quienes están inspirados en las mafias italoestadounideses de la "Cosa Nostra" de los años 30s y 40s. Aunque también están levemente inspiradas en los primos de Tom, que son sicarios. Son los únicos jefes que tienen anuncios falsos para confundir al jugador. Al derrotarlos consigues la Pasta Destilada.

- Esther Espuelas es una vaca antropomórifica que actúa como Sheriff en un escenario que simula al viejo oeste estadounidense. Está evidentemente inspirada en la vaca Clarabella de Disney y aparece en el nivel "Morradas al mediodía". Esther inicia dentro de un saloon rodante desde donde ataca con un lasso, dos pistolas de tinta, teniendo como secuaces a un cactus y a un buitre, dicho salón paradójicamente tiene un anuncio de requerimiento judicial contra ella misma. Al ser destruido el saloon, Esther sale en su traje de cowgirl, con una aspiradora, que termina por aspirarla a ella misma, explotando y transformándola en embutidos y cortes de res, y después en embutidos en conservas. Al derrotarla consigues las Limas desérticas.

- Granitohuraño el Gigante, jefe del nivel "Gresca Gnomiaguda". Es un anciano gigantesco inspirado en el folclor europeo, tales como el gigante del cuento El sastrecillo valiente de los hermanos Grimm, o aquel del cortometraje "El Asesino de Gigantes" del Pájaro Loco. Lo acompañan varios enanos similares a los de Blanca Nieves y los siete enanos de Disney de 1937. En la segunda parte se arranca su barba y adquiere una apariencia similar a la del Jorobado de Notre Dame, incluso tiene títeres como los de este último, mismos basados en Rey Dado y el Diablo. En la tercera parte engulle al protagonista quien tiene que luchar contra su amígdala en sus entrañas, haciendo alusión a la ballena de Pinocho. Al derrotarlo consigues las Bayas gnómicas.

- Los Perritos Pilotos, son un grupo de perros ases de la aviación, jefes del nivel "Perreo Perriagudo". El primer can al que se enfrenta el jugador es un bulldog americano que ataca con sus tatuajes de hueso y tortura un gato haciéndolo escupir bolas de pelo, similar a Spike de Tom y Jerry (siendo el gato muy parecido a Tom), vestido con traje similar a Rolento Schugerg de la saga Final Fight. También hay unos perros más pequeños similares a los canes de PAW Patrol. Finalmente la líder es una caniche basada en Cammy de Street Fighter que atacará desde una nave que lanza rayos láser. En este nivel tendrás la ayuda de un avión, conducido por Canten Hughes. Al derrotarlos conseguirás la Menta Apiñada.

- Genovevo de Gelante es un mago de hielo, basado libremente en el Rey Helado de Hora de Aventura que tiene varias transformaciones y trucos bajo la manga, jefe del nivel "Sopapos Sectafilococos". En su forma de mago te golpeará con una ballena similar a la que apareció en Pinocho, acto seguido se transformará en un monstruo de nieve, inspirado en el corto The Snowman de 1932, para finalmente convertirse en un enorme copo de nieve. Al derrotarlo conseguirás los Cubitos de Azúcar Gélidos.

Al regresar con todos los ingredientes a la panadería del Chef Saleroso, quien está vagamente basado en Chef Gusteau de Ratatouille, este revela sus verdaderas intenciones, capturando en una jaula a uno de nuestros 3 protagonistas, para poder cocinar una Fantastitarta y así dominar ambos planos, el astral y el real. Así el Chef Saleroso es el villano final del DLC del videojuego y te atacará con todos los ingredientes que recolectaste, los cuales aparentemente están vivos y son cruelmente torturados por el chef.
Al derrotar al Chef, la panadería colapsa y este queda sin hogar y sin trabajo, y es luego encarcelado en la isla y sentenciado a servicio comunitario, donde se ve obligado a reparar todos los daños producto de los enfrentamientos de los protagonistas con los otros jefes. Al darse cuenta de los errores de sus acciones y terminar su sentencia, el Chef, ya redimido, reconstruye su panadería y prepara postres para todos (incluidos los protagonistas), quienes están contentos de que el Chef haya aprendido su lección.

## Jefes Secretos
A lo largo de Cuphead, existen varios jefes secretos, que se desvelaran si se cumplen algunas condiciones. Estos jefes son:
- Ramiro Rábanez: En el enfrentamiento contra la Banda Raíz, si no atacas a Ollie, este te sonreirá y se irá, dando paso a un rábano enojado que te atacará.

- Cupñeco: Al momento de que Eugenio el Grande trata de leer tu mente, si disminuyes tu tamaño, este pasará de ser una marioneta gigante a una miniatura del protagonista.

- La Monja y el Novio fallecido: Si en la primera escena logras evadir a Tere Teatrera, subiéndote varias veces a dos ángeles que decoran el escenario, lograrás que el atril del sacerdote que los está casando se caiga, matando a su prometido, por lo cual la historia de las obras cambia. En vez de la maternidad llegarás a un convento de unas monjas que lanzan cruces, la representación de una deidad tiene una representación también divina de su esposo fallecido; y finalmente en la versión angelical solo encontrarás al sacerdote y a una monja, puesto que al morir su esposo, esta nunca se casó ni tuvo hijos.

- Cachorritos Pilotos Juntos: Resulta que si no matas a los perritos y los dejas aún golpe de que pase de fase (los que te atacan con las letras de la onomatopeya de un ladrido "BOW"), la nave de la líder los engullirá y atacarán todos juntos desde allí.

- El Rey de los Juegos, Rey de la fortaleza voladora "Enroque del Rey", a la cual accedes desde una escalera que te es desplegada desde cualquier parte de la isla al azar. El Rey de los Juegos que está basado en el Rey del Ajedrez, tiene a su servicio 5 campeones, a los cuales no puedes atacar con ninguna de tus armas, sino únicamente con tus saltos Parry, estos son:
  - Peones, basados en los peones del ajedrez, son los primeros campeones del Rey de los Juegos, son 8 soldados al igual que en el juego de ajedrez original.
  - Caballo, un caballo antropomórfico inspirado en el Caballo del Ajedrez, con ciertos rasgos de Goofy. Atacará varias veces pero se cansa rápido.
  - Alfil es el sacerdote del castillo, inspirado el Alfil del Ajedrez. Atacará con su cabeza que gira y que se vuelve vulnerable cuando apagas todas las velas de la sala.
  - Torre es el verdugo del castillo inspirado en la Torre del Ajedrez. Atacará con chispas que salen mientras afila su hacha.
  - Reina, inspirada en la Dama del Ajedrez, es la última y más poderosa campeona del Rey de los Juegos. En esta etapa serás asistida por varios ratones cuya vestimenta recuerda a Robin Hood.

- Ángel y Demonio, en el centro de la Isla 4 hay un cementerio, el cual esconde un secreto. Una vez que obtienes un amuleto y que descubras el secreto del cementerio, el jugador tomará un descanso, y en su mente luchará contra un ángel y un demonio dentro de su sueño. El ángel solo cantará mientras el que atacará será el demonio. La dificultad consistirá en que el ángel siempre estará a la espalda del jugador, y cambiará de posición con el demonio conforme el jugador se dirija a cualquiera de las direcciones.

## Jefes eliminados
- Betty beet: Un rábano que te iba a lanzar sus hijos como proyectiles. Iba a estar en el nivel "Pánico Botánico".
- Pachi Pachi: De todos los jefes eliminados, fue el único que llegó a estar casi terminado, e incluso se puede acceder a él por medio de los archivos del juego. Iba a aparecer como mini jefe en el nivel "Apuestas Cerradas", sin embargo se desconoce el por qué este fue eliminado de la versión final.
- La Araña Gigante: Se desconoce completamente sobre su historia, ataques, o tan siquiera su nombre. Lo único que se sabe es que el nivel iba a ser aéreo, además de conocerse la apariencia del jefe. Solo se vio en una revista de Game On! de 2018. (este jefe se ha vuelto a añadir en el nuevo DLC de cuphead "Delicious Last Course")

## Superartes
En los mausoleos puedes conseguir 1 Superarte, cada una tiene diferente efecto
Superarte 1 Cuphead o Mugman
Superarte 2 Con Cuphead y Mugman.

## Desarrollo
Cuphead es el primer videojuego de los hermanos Chad y Jared Moldenhauer, con trabajos de animación adicionales realizados por Jake Clark. Su desarrollo comenzó en 2010 y trabajaron en el juego desde sus casas respectivas en Toronto y Saskatchewan, en Canadá, y también tuvieron que hipotecar dichos hogares para poder terminarlo.
El diseño del personaje Cuphead se tomó de una película animada japonesa de 1936 llamada Evil Mickey Attacks Japan. En esta película, un hombre gordo con la cabeza en forma de taza se transforma en un tanque de guerra.

## Recepción
Cuphead recibió críticas "generalmente favorables", según el agregador de reseñas Metacritic. Su dificultad fue señalada por varios medios de comunicación.